# Traité de Malmö (1524)
Pour les articles homonymes, voir Traité de Malmö.
Le traité de Malmö de 1524 fut signé par Gustave Vasa, chef des rebelles suédois lors de la guerre suédoise de libération et nouveau roi de Suède, et Frédéric Ier de Danemark, roi de Danemark et de Norvège.
Il intervient à la suite de la guerre suédoise de libération et met fin à l'union de Kalmar.